# (46) Hestia
Pour les articles homonymes, voir Hestia (homonymie).
(46) Hestia est un astéroïde de la ceinture principale découvert par Norman Robert Pogson le 16 août 1857. Il doit son nom à Hestia, déesse grecque du foyer.

## Compléments